# Paragalepsus oxyops
Paragalepsus oxyops är en bönsyrseart som beskrevs av Max Beier 1930. Paragalepsus oxyops ingår i släktet Paragalepsus och familjen Tarachodidae. Inga underarter finns listade i Catalogue of Life.